# Argen und Feuchtgebiete bei Neukirch und Langnau
Das FFH-Gebiet Argen und Feuchtgebiete bei Neukirch und Langnau liegt im Südosten von Baden-Württemberg und ist Bestandteil des europäischen Schutzgebietsnetzes Natura 2000. Es wurde 2015 durch Zusammenlegung der zwei bereits bestehenden FFH-Gebiete Argen und Feuchtgebiete südlich Langnau sowie Moore und Weiher um Neukirch durch das Regierungspräsidium Tübingen ausgewiesen.

## Lage
Das rund 751 Hektar (ha) große Schutzgebiet Argen und Feuchtgebiete bei Neukirch und Langnau liegt in den Naturräumen Westallgäuer Hügelland und Bodenseebecken. Die 34 Teilgebiete befinden sich in den Gemeinden Achberg, Amtzell, Bodnegg und Wangen im Allgäu im Landkreis Ravensburg sowie Kressbronn am Bodensee, Langenargen, Neukirch  und Tettnang im Bodenseekreis.

## Beschreibung
Der Landschaftscharakter des Schutzgebiets wird im Wesentlichen durch den Flusslauf der Argen zwischen dem Zusammenfluss der Oberen und der Unteren Argen und der Mündung in den Bodensee bestimmt. Hinzu kommen zahlreiche, verstreut liegende kleinere Feuchtgebiete, Weiher und Seen in der Umgebung des Gebiets.

## Geschichte
Das Schutzgebiet ist durch die Zusammenlegung der ursprünglichen FFH-Gebiete 8324-341 „Moore und Weiher um Neukirch“ und 8323-342 „Argen und Feuchtgebiete südlich Langnau“ entstanden. Diese bestanden bereits seit dem Jahr 2005.

## Schutzzweck

### Lebensraumtypen
Folgende Lebensraumtypen nach Anhang I der FFH-Richtlinie kommen im Gebiet vor:
| EU Code | * | Lebensraumtyp (offizielle Bezeichnung)                                                                          | Kurzbezeichnung                                |
| ------- | - | --- | ---------------------------------------------- |
| 3150    |   | Natürliche eutrophe Seen mit einer Vegetation des Magnopotamions oder Hydrocharitions                           | Natürliche nährstoffreiche Seen                |
| 3240    |   | Alpine Flüsse mit Ufergehölzen von Salix eleagnos                                                               | Alpine Flüsse mit Lavendel-Weiden-Ufergehölzen |
| 3260    |   | Flüsse der planaren bis montanen Stufe mit Vegetation des Ranunculion fluitantis und des Callitricho-Batrachion | Fließgewässer mit flutender Wasservegetation   |
| 6210    |   | Naturnahe Kalk-Trockenrasen und deren Verbuschungsstadien (Festuco-Brometalia)                                  | Kalk-Magerrasen                                |
| 6230    | * | Artenreiche montane Borstgrasrasen (und submontan auf dem europäischen Festland) auf Silikatböden               | Artenreiche Borstgrasrasen                     |
| 6410    |   | Pfeifengraswiesen auf kalkreichem Boden, torfigen und tonig-schluffigen Böden (Molinion caeruleae)              | Pfeifengraswiesen                              |
| 6430    |   | Feuchte Hochstaudenfluren der planaren und montanen bis alpinen Stufe                                           | Feuchte Hochstaudenfluren                      |
| 6510    |   | Magere Flachland-Mähwiesen (Alopecurus pratensis, Sanguisorba officinalis)                                      | Magere Flachland-Mähwiesen                     |
| 7140    |   | Übergangs- und Schwingrasenmoore                                                                                | Übergangs- und Schwingrasenmoore               |
| 7210    | * | Kalkreiche Sümpfe mit Cladium mariscus und Arten des Caricion davallianae                                       | Kalkreiche Sümpfe mit Schneidried              |
| 7220    | * | Kalktuffquellen (Cratoneurion)                                                                                  | Kalktuffquellen                                |
| 7230    |   | Kalkreiche Niedermoore                                                                                          | Kalkreiche Niedermoore                         |
| 8160    | * | Kalkhaltige Schutthalden der collinen bis montanen Stufe Mitteleuropas                                          | Kalkschutthalden                               |
| 8210    |   | Kalkfelsen mit Felsspaltenvegetation                                                                            | Kalkfelsen mit Felsspaltenvegetation           |
| 9130    |   | Waldmeister-Buchenwald (Asperulo-Fagetum)                                                                       | Waldmeister-Buchenwald                         |
| 9180    | * | Schlucht- und Hangmischwälder (Tilio-Acerion)                                                                   | Schlucht- und Hangmischwälder                  |
| 91E0    | * | Auen-Wälder mit Alnus glutinosa und Fraxinus excelsior (Alno-Padion, Alnion incanae, Salicion albae)            | Auenwälder mit Erle, Esche, Weide              |

### Arteninventar
Folgende Arten von gemeinschaftlichem Interesse kommen im Gebiet vor:
| Bild                                | EU Code | * | Art                                 | wissenschaftlicher Name     | Artengruppe           |
| ----------------------------------- | ------- | - | ----------------------------------- | --------------------------- | --------------------- |
| Vierzähnige Windelschnecke          | 1013    |   | Vierzähnige Windelschnecke          | Vertigo geyeri              | Schnecken             |
| Schmale Windelschnecke              | 1014    |   | Schmale Windelschnecke              | Vertigo angustior           | Schnecken             |
| Bauchige Windelschnecke             | 1016    |   | Bauchige Windelschnecke             | Vertigo moulinisana         | Schnecken             |
| Kleine Flussmuschel                 | 1032    |   | Kleine Flussmuschel                 | Unio crassus                | Muscheln              |
| Grüne Flussjungfer                  | 1037    |   | Grüne Flussjungfer                  | Ophigomphus cecilia         | Libellen              |
| Helm-Azurjungfer                    | 1044    |   | Helm-Azurjungfer                    | Coenagrion mercuriale       | Libellen              |
| Heller Wiesenknopf-Ameisenbläuling  | 1059    |   | Heller Wiesenknopf-Ameisenbläuling  | Maculinea teleius           | Schmetterlinge        |
| Dunkler Wiesenknopf-Ameisenbläuling | 1061    |   | Dunkler Wiesenknopf-Ameisenbläuling | Maculinea nausithous        | Schmetterlinge        |
| Goldener Scheckenfalter             | 1065    | * | Goldener Scheckenfalter             | Euphydryas aurinia          | Schmetterlinge        |
| Hirschkäfer                         | 1083    | * | Hirschkäfer                         | Lucanus cervus              | Käfer                 |
| Steinkrebs                          | 1093    | * | Steinkrebs                          | Austropotamobius torrentium | Krebse                |
| Strömer                             | 1131    |   | Strömer                             | Leuciscus souffia agassizi  | Fische und Rundmäuler |
| Groppe                              | 1163    |   | Groppe                              | Cottus gobio                | Fische und Rundmäuler |
| Kammmolch                           | 1166    |   | Kammmolch                           | Triturus cristatus          | Amphibien             |
| Gelbbauchunke                       | 1193    |   | Gelbbauchunke                       | Bombina variegata           | Amphibien             |
| Großes Mausohr                      | 1324    |   | Großes Mausohr                      | Myotis myotis               | Säugetiere            |
| Biber                               | 1337    |   | Biber                               | Castor fiber                | Säugetiere            |
| Sumpf-Glanzkraut                    | 1903    |   | Sumpf-Glanzkraut                    | Liparis loeselii            | Pflanzen              |

### Zusammenhängende Schutzgebiete
Folgende Naturschutzgebiete sind Bestandteil des FFH-Gebiets:
- Hermannsberger Weiher
- Kreuzweiher-Langensee
- Regnitzer Weiher
- Jägerweiher
- Herzogenweiher
- Birkenweiher
- Gemsenweiher
- Igelsee
- Buchbach
- Matzenhauser Mahlweiher
- Hüttenwiesen
- Loderhof -Weiher
- Hirrensee
- Hüttensee
- Ebersberger Mahlweiher
- Argen
- Schachried
- Berger Weiher